# محمد الصايغ
محمد الصايغ (2 مايو 1982 -)، ممثل قطري.

## مسيرته
بدأ خلال الأعمال المسرحية الشبابية عام 1996 واستمر حتى ظهر بالعديد من الأعمال التلفزيونية والمسرحية، وهو خريج دبلوم تكنلوجيا السيارة.

## أعماله

### من المسلسلات
- طارق شو
- بعد الشتات
- عندما تغني الزهور.
- سوالف دنيا
- جنون الليل
- ظل الياسمين
- ملامح بشر
- هديل الليل

### من المسرحيات
- أفتح ياسمسم
- تلفزيون المرح
- غناوي الشمالي
- في بيتنا مرشح
- الطائرة والوحش
- بترول ياحكومة
- وزير الناس
- على الطاير
- جنقل زون
- الوادي المسحور
- هوامير الأسهم
- قصة حب طبل وطارة
- الشجعان
- مجاريح

### من الأفلام
- عقارب الساعة

## وصلات خارجية
- محمد الصايغ على موقع قاعدة بيانات الأفلام العربية